# Spongia magellanica
Spongia magellanica är en svampdjursart som beskrevs av Thiele 1905. Spongia magellanica ingår i släktet Spongia och familjen Spongiidae. Inga underarter finns listade i Catalogue of Life.